# Legend of the Seeker : L'Épée de vérité
Pour les articles homonymes, voir The Seeker.
Legend of the Seeker : L'Épée de vérité (Legend of the Seeker) est une série télévisée américaine en 44 épisodes de 42 minutes, créée par Sam Raimi et inspirée du roman L'Épée de vérité écrit par Terry Goodkind. La diffusion de la série, en syndication, a commencé le 1er novembre 2008 et s'est terminée le 22 mai 2010.
Les deux saisons de la série sont chacune librement adaptées des deux premiers romans du cycle de littérature fantasy L'Épée de vérité, de Terry Goodkind. Raimi, connu en tant que réalisateur de cinéma pour la saga Spider-Man et producteur de séries comme Hercule et Xena, la guerrière, a entamé la production de la série dès 2006.
En France, la série est diffusée depuis le 21 octobre 2009 sur TF6 et rediffusé le 30 novembre 2010 sur NT1 et au Québec à partir du 17 février 2010 sur Ztélé.

## Synopsis

### Saison 1
Richard Cypher est un jeune garde forestier. Sa vie bascule le jour où il vient en aide à une inconnue poursuivie par des soldats. Richard finit par apprendre par un de ses proches qu'il est le Sourcier, un homme promis à une grande destinée car une prophétie prédit qu'il sera celui qui abattra le tyran Darken Rahl qui terrorise les habitants des contrées du milieu. Durant sa quête, il sera accompagné par une femme aux pouvoirs dangereux (Inquisitrice Kahlan Amnel) et un vieillard puissant (le sorcier Zeddicus Zu'l Zorander). Il doit impérativement mettre la main sur trois boîtes d'Orden, capables de changer le monde, avant que Darken Rahl ne s'en empare.

### Saison 2
Après le décès de son demi-frère, Richard et ses amis doivent faire face à un nouvel ennemi redoutable qui a émergé des profondeurs de la Terre. Ses sinistres agents ressuscités envahissent peu à peu le monde des vivants de façon inquiétante. Les inquisitrices, qui peuvent convertir les gens en leur faveur, sont proches de l'extinction.

## Distribution

### Acteurs principaux
- Craig Horner (VF : Emmanuel Garijo) : Richard Cypher
- Bridget Regan (VF : Valérie Siclay) : Kahlan Amnell
- Bruce Spence (VF : Daniel Gall) : Zeddicus Zul'Zorander
- Craig Parker (VF : Bernard Gabay) : Darken Rahl
- Tabrett Bethell (VF : Laurence Crouzet) : Cara Mason (invitée saison 1, principale saison 2)

Photos des acteurs principaux
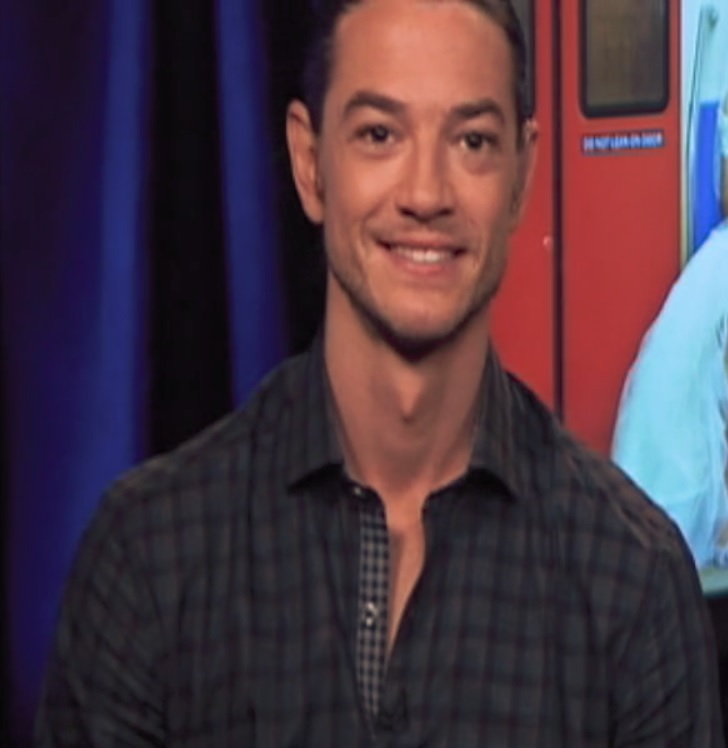
Craig Horner interprète Richard Cypher
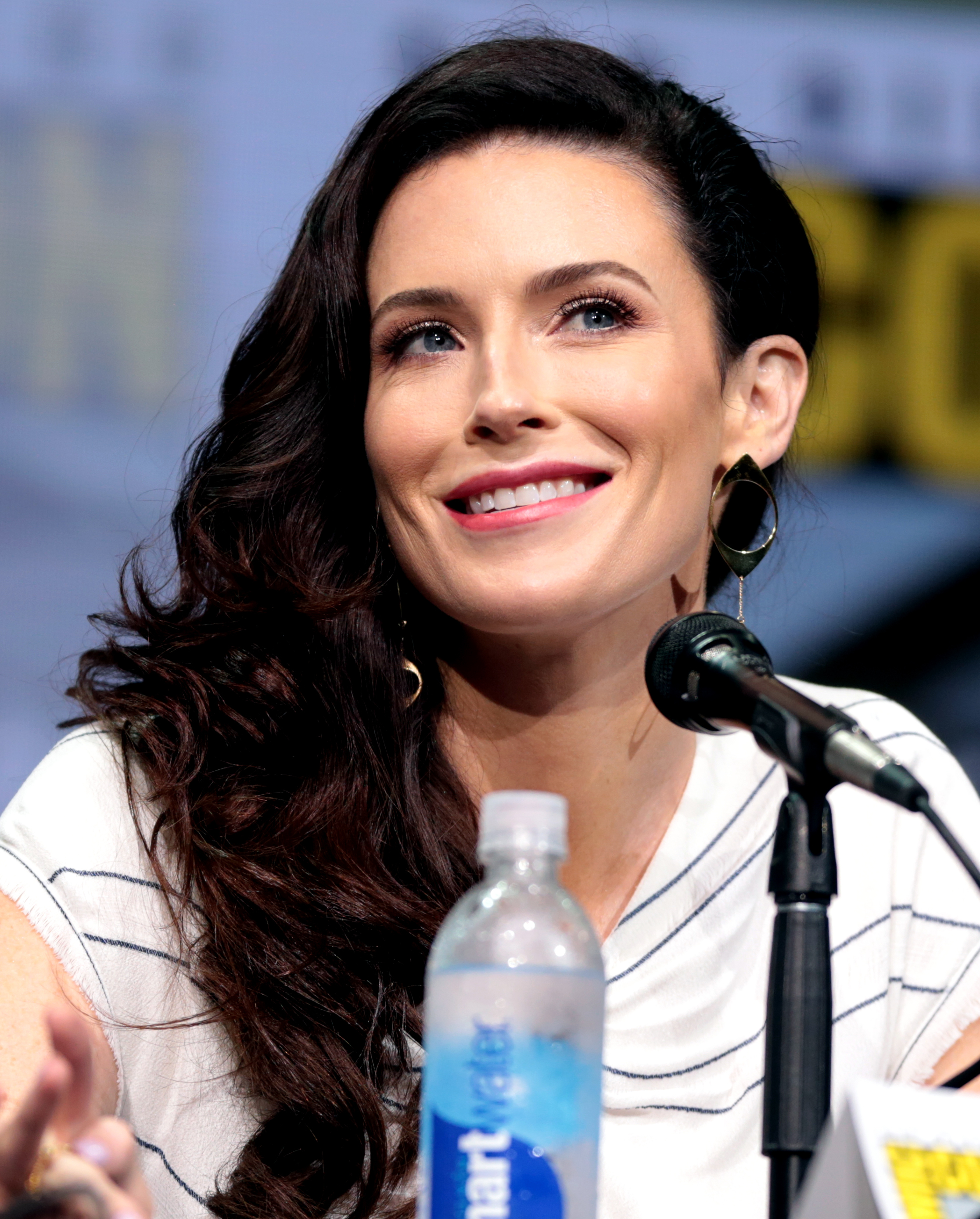
Bridget Regan interprète Kahlan Amnell
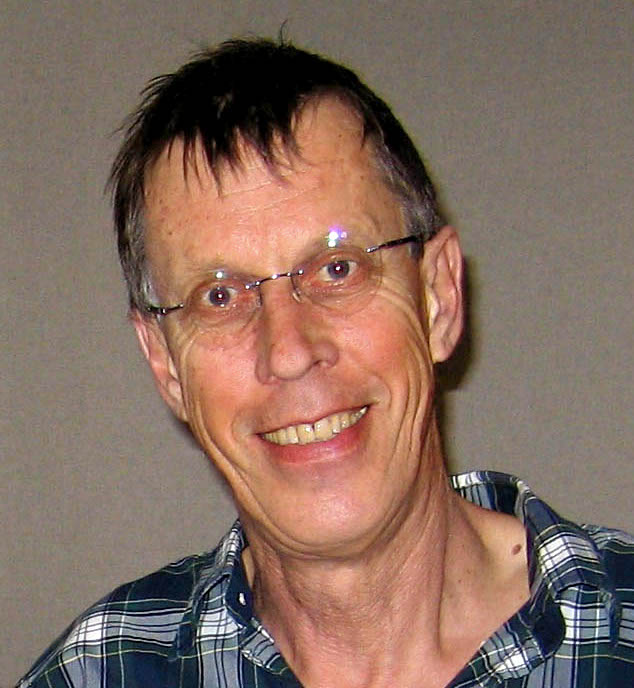
Bruce Spence interprète Zeddicus Zul'Zorander
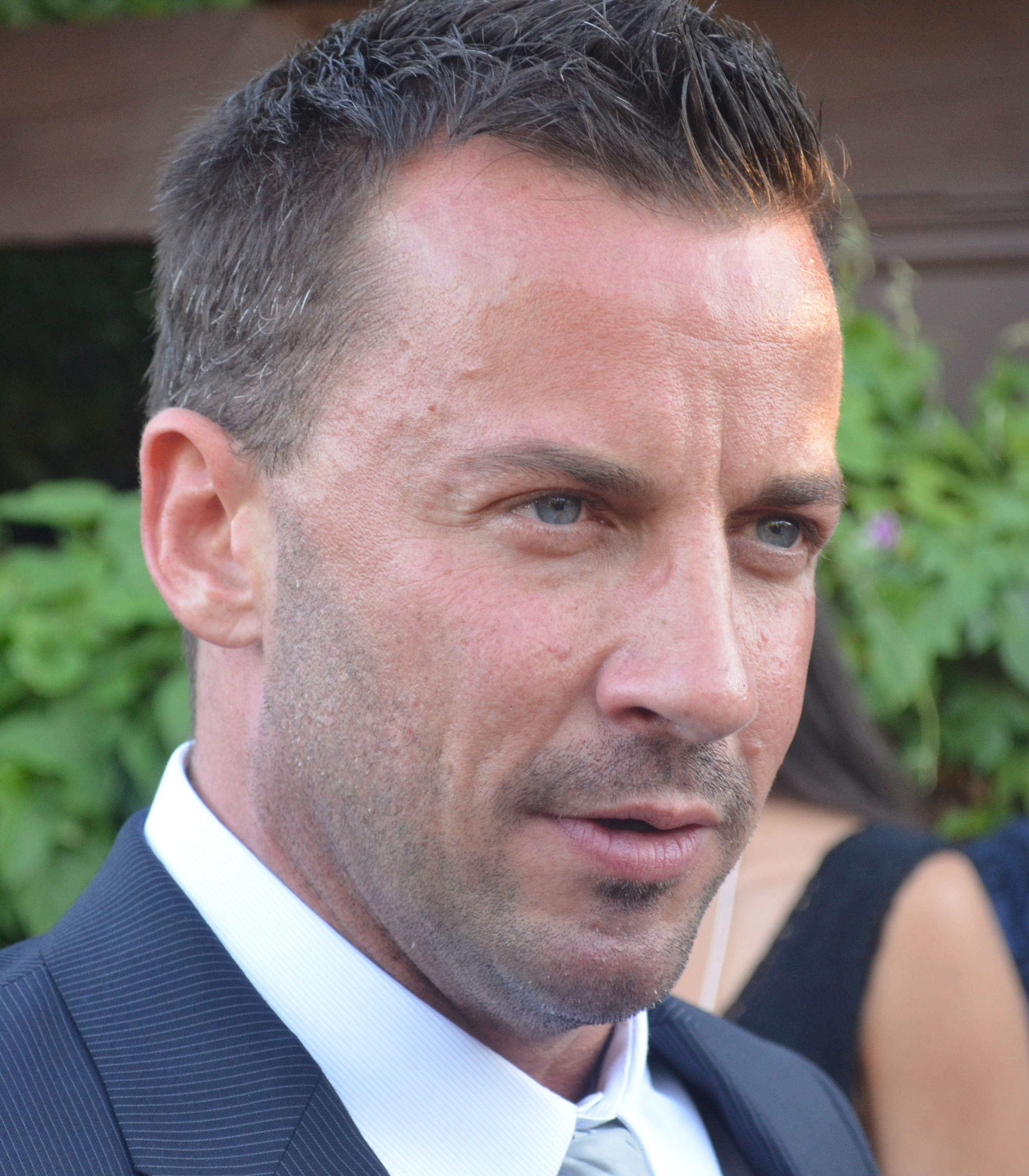
Craig Parker interprète Darken Rahl

### Acteurs récurrents
- Jay Laga'aia (VF : Gilles Morvan) : Dell « Chase » Brandstone[2]
- David de Lautour (en) (VF : Xavier Béja) : Michael Cypher
- Jeffrey Thomas : George Cypher
- Renato Bartolomei (en) :  Demmin Nass
- Danielle Cormack (VF : Sophie Baranes) : Shota
- Geraldine Brophy[3] (VF : Josiane Pinson) : La reine Milena
- Maisy McLeod[4] : La princesse Violette
- Tania Nolan (en) : Dennee Amnell, la sœur inquisitrice de Kahlan
- Jessica Marais (VF : Sybille Tureau) : Denna, une Mord-Sith
- Jaime Passier-Armstrong : Constance, une autre Mord-Sith
- Katrina Law (VF : Malvina Germain) : Garren, une autre Mord-Sith
- Jennifer Rucker : Emma Brandstone
- Catherine Stephen : Laura Brandstone
- Brooke Williams : Jennsen Rahl
- Vicky Haughton : Adie
- Matthew Le Nevez (VF : Didier Cherbuy) : Léo, le Nouveau Sourcier
- Paul Barrett : Panis Rahl
- John Rhys-Davies : Panis Rahl / Horace
- Jordana Beatty (en) : Rachel

### Invités
Note : Les personnages sont inconnus dans la saga littéraire.
- Ted Raimi : Sebastian, cartographe qualifié dans l'art perdu de la « cartogromancy » - la fabrication de cartes enchantées. Sebastian est un homme rusé et habile ayant autrefois servi les rois, mais qui en est réduit aujourd'hui à vendre ses services aux chasseurs de primes.
- Marjan Gorgani[5] : Drea
- Lee Tuson[6] : Gambler
- Calvin Tuteao : Jeziah
- Sydney Jackson[7] : Wilford
- Fasitua Amosa[8] : Gavin
- Winston Harris : Allard
- Kelson Henderson (de) : Rolf
- Katherine Kennard[9] : Lara
- Anna Hutchison : Bronwyn
- Andrew Robertt (en) (VF : Edgar Givry): Ranssyn Fane, soldat d'Haran
- Edwin Wright[10] : Morcant
- Charisma Carpenter : Triana
- Keisha Castle-Hughes : The Creator / Maia
- John Rhys-Davies : Horace
- Michael Hurst : Amfortas
- Matthew Walker : Kieren
- Mia Pistorius : Viviane
- Michelle Langstone : Livia
- Simon London : James
- Joe Nathan : Aiden
- Rose McIver : Alice
Version française
  - Société de doublage : Dubbing Brothers[11],[12]
  - Direction artistique : José Luccioni[11],[12]
  - Adaptation des dialogues : Christian Niemiec, Ludovic Manchette et Brigitte Grynblat[11],[12]

 Source et légende : version française (VF) sur RS Doublage et Doublage Séries Database

## Production

### Développement
Sam Raimi a signé avec l'auteur en juillet 2006 pour obtenir les droits de réaliser cette série.
En janvier 2008, Sam Raimi s'associe avec Disney-ABC Domestic Television et ABC Studios afin de produire et diffuser sa nouvelle série, Wizard's First Rule, en syndication aux États-Unis. En mai, Craig Horner et Bridget Regan décrochent les rôles principaux. En juin, Kenneth Biller est nommé showrunner alors que Mike Sussman est producteur superviseur. Ils ont travaillé ensemble sur Star Trek: Voyager.
Une présentation de la série par l'équipe de production s'est déroulée au Comic-Con de San Diego en juillet 2008.
La production du pilote a été retardée de trois semaines en raison de scripts qui n'étaient pas prêts à temps. Prophecy fait partie d'un arc de deux épisodes qui se conclut avec Destiny, formant un épisode pilote de près de 90 minutes.
Le troisième épisode est marqué par l'apparition de Ted Raimi. Sam Raimi, producteur exécutif, est connu en partie pour donner à son frère Ted des apparitions dans la plupart de ses projets, y compris les deux programmes où Sam a travaillé avec Robert Tapert : Hercule et Xena.
Dans le quatrième épisode, il est implicite que la mère de Richard était vivante bien après sa naissance et qu'elle serait sans doute encore en vie. Dans les livres, il est révélé que la mère mourut quand Richard était un jeune enfant.
Le 26 janvier 2009, la série est renouvelée pour une deuxième saison. Jolene Blalock (vue dans Star Trek: Enterprise) est invitée le temps de deux épisodes, ainsi que Keisha Castle-Hughes.
Le 26 avril 2010, la série est annulée.

### Tournage
Le tournage a débuté en juin 2008 en Nouvelle-Zélande pour une durée de 36 semaines,. Legend of the Seeker est la première série de syndication à être filmée en HD.

### Fiche technique
Sauf indication contraire, les informations mentionnées dans cette section peuvent être confirmées par la base de données cinématographiques IMDb,  présente dans la section « Liens externes ».
- Titre original : Legend of the Seeker
- Titre français : Legend of the Seeker : L'Épée de vérité
- Titre québécois : L'Épée de vérité
- Création : Sam Raimi
- Réalisation : Sam Raimi
- Scénario : John Shiban d'après l'œuvre de Terry Goodkind
- Musique : Joseph LoDuca[26]
- Équipe de maquillage : Vinnie Smith
- Casting : Wendy O'Brien (Los Angeles) et Geoffrey Soffer (New York) ;Lyndsey Gayer (Los Angeles) et Justin Borgstahl (New York) Assistant casting
- Production : Erin Maher et Kay Reindl ; Mike Sussman (en), Randall Fiveash et James Stotereaux (superviseur) ; Michael Hurst et Mark Earl Beesley (directeur de production)
  - Production exécutive : Sam Raimi, Robert Tapert, Joshua Donen, Ned Nalle, Kenneth Biller et John Shiban[2] ; Stephen M Tolkin et Barry Schkolnick (co-productio exécutive)
- Sociétés de production : ABC Studios[2], Buckaroo Entertainment et Ghost House Pictures.
- Sociétés de distribution : Disney-ABC Domestic Television, chaîne de Syndication
- Pays d'origine :  États-Unis
- Langue originale : anglais
- Format : couleur - 1,78:1 - son Dolby Digital
- Genre : série fantastique, d'aventure
- Durée : environ 42 minutes

## Épisodes

### Première saison (2008)
1. La Prophétie (Prophecy)
2. Le Destin (Destiny)
3. Les Cartes Enchantées (Bounty)
4. Brennidon (Brennidon)
5. Le Télépathe (Listener)
6. L'Élixir (Elixir)
7. L'Imposteur (Identity)
8. Les Mord-Siths (Denna)
9. Le Marionnettiste (Puppeteer)
10. Sacrifice (Sacrifice)
11. Le Pouvoir du globe (Confession)
12. Entre rêves et réalité (Home)
13. L'Esprit de la crypte (Revenant)
14. Hartland (Hartland)
15. Magie noire (Conversion)
16. Le Pouvoir d'Orden (Blood Line)
17. Meilleurs Ennemis (Deception)
18. Portrait caché (Mirror)
19. Malédiction (Cursed)
20. Un autre monde (Sanctuary)
21. Épidémie (Fever)
22. L'Accomplissement de la prophétie (Reckoning)

### Deuxième saison (2009)
1. La Marque du gardien (Marked)
2. Les Agents du gardien (Baneling)
3. Le Procès (Broken)
4. Annabelle (Touched)
5. Cure de jouvence (Wizard)
6. Furie (Fury)
7. Résurrection (Resurrection)
8. Les Sœurs de la lumière / Le Han (Light)
9. Le Palais des prophètes (Dark)
10. Cauchemar / La Vallée de la perdition (Perdition)
11. Déchirée (Torn)
12. Affamée / L'Eau des ombres (Hunger)
13. Princesse / La Princesse (Princess)
14. Retrouvailles / Le Sort de maternité (Bound)
15. La Créatrice (Creator)
16. La Vengeance / Vengeance (Descreated)
17. Amitié maléfique / Le Secret de Zedd (Vengeance)
18. Le Sosie (Walter)
19. Extinction / Frères ennemis (Extinction)
20. Éternité / La Vallée de la pierre (Eternity)
21. Une nouvelle prophétie, 1re partie / La Dernière Épreuve, 1re partie (Unbroken)
22. Une nouvelle prophétie, 2e partie / La Dernière Épreuve, 2e partie (Tears)

## Accueil

### Critiques
La première saison, qui comprenait les deux premiers épisodes, a reçu des critiques généralement mitigées de la part des critiques, obtenant une note moyenne de 53⁄100 sur Metacritic.

### Audiences

#### Aux États-Unis
L'épisode pilote (La Prophétie) de la série a rassemblé 5,88 millions de téléspectateurs, ce qui reste, la meilleure audience de la série.
Le premier et le deuxième épisode furent diffusés le weekend du 1er novembre 2008 et ont attiré plus de 5 millions de téléspectateurs sur les deux jours. Les deux premiers épisodes obtinrent une moyenne de 1,5/3 (Nielsen Rating) sur les 54 marchés mesurés, avec 1,4/3 le samedi et 1,7/3 le dimanche. En plus d'améliorer la case horaire sur certains marchés, la série a également augmenté l'audience auprès des 18-49 dans toutes les zones mesurées.
L'épisode 21 (Épidémie), de la première saison, quant à lui, a retenu l'attention de 1,95 million de téléspectateurs seulement, soit la pire audience de la série.
Un documentaire d'une demi-heure sur la création et la réalisation de la série (The Making of a Legend) a été diffusé le 18 octobre. Il était présenté par Lucy Lawless (ancienne interprète de Xena), en présence des acteurs principaux de la série Bridget Regan et Craig Horner, des producteurs exécutifs Sam Raimi et Robert Tapert, des équipes responsables des effets spéciaux, des cascades et de la création des costumes. Les dix premières minutes du premier épisode ont également été diffusées. La diffusion de la série a commencé simultanément en syndication aux États-Unis et sur le réseau CTV au Canada le 1er novembre 2008,.
En 2010, des fans américains ont lancé une campagne de dons pour sauver la série. Le 4 octobre 2010, Disney arrête la production en Nouvelle-Zélande d'une nouvelle saison précipitant le destin du studio Henderson Valley Studios (en) basé à Auckland.
| Saison | Nombre d’épisodes | Diffusion originale | Diffusion originale | Diffusion originale | Diffusion originale            |
| Saison | Nombre d’épisodes | Années              | Début de saison     | Fin de saison       | Audience moyenne (en millions) |
| ------ | ----------------- | ------------------- | ------------------- | ------------------- | ------------------------------ |
| 1      | 22                | 2008-2009           | 1er novembre 2008   | 23 mai 2009         | 3,25                           |
| 2      | 22                | 2009-2010           | 7 novembre 2009     | 22 mai 2010         | 2,33                           |

## DVD
- La saison 1 est sortie chez ABC Studios le 10 novembre 2010.
- La saison 2 est sortie chez Walt Disney Home Entertainment le 30 novembre 2011.